# Kościół Niepokalanego Poczęcia Najświętszej Maryi Panny w Osinie
Kościół Niepokalanego Poczęcia Najświętszej Maryi Panny – rzymskokatolicki kościół parafialny należący do parafii pod tym samym wezwaniem (dekanat Maszewo archidiecezji szczecińsko-kamieńskiej.
Jest to świątynia wzniesiona w XIV w., następnie została przebudowana w XVIII wieku (okna, szczyty). Po zakończeniu II wojny światowej została zrujnowana. Odbudowana została w latach 1981-1983. Poświęcona została w dniu 23 października 1983 roku przez biskupa Stanisława Stefanka. Po północnej stronie kościoła znajduje się ośmioboczny grobowiec nakryty kopułą. 
Kościół został zbudowany z bloków granitowych, na planie prostokąta. Nakryty jest dachem dwuspadowym. Podczas odbudowy grobowiec został połączony łącznikiem ze świątynią i obydwa pomieszczenia są wykorzystywane jako zakrystia. 
Wnętrze świątyni nakryte jest stropem podwyższonym. Prezbiterium jest podwyższone o trzy stopnie. W prezbiterium na ścianie wschodniej jest powieszony duży obraz Najświętszej Maryi Panny, unoszącej się nad krajobrazem wsi Osina. Z jego lewej strony znajduje się obraz Jezusa Miłosiernego. Z prawej strony umieszczone jest tabernakulum (wmurowane w ścianę na marmurowej podstawie). Z marmuru został wykonany również ołtarz, ambonka i stojak pod paschał. W części zachodniej jest umieszczona współczesna empora chóru, podparta 4 słupami.